# 관 (해부학)
해부학과 생리학에서 관(管, duct)은 외분비샘이나 특정 기관에서 나오는 둥근 모양의 통로이다. 관을 통해 여러 종류의 액체가 이동할 수 있다.

## 종류
인체에 존재하는 관에는 다음과 같은 것들이 있다.
| 이름         | 시작 지점             | 도착 지점  | 운반하는 물질            |
| ------------ | --------------------- | ---------- | ------------------------ |
| 젖샘관       | 젖샘                  | 젖꼭지     | 젖                       |
| 쓸개주머니관 | 쓸개                  | 온쓸개관   | 쓸개즙                   |
| 온간관       | 간                    | 온쓸개관   | 쓸개즙                   |
| 온쓸개관     | 온간관과 쓸개주머니관 | 이자관     | 쓸개즙                   |
| 이자관       | 이자                  | 바터팽대부 | 쓸개즙과 이자의 소화효소 |
| 사정관       | 수정관                | 요도       | 정액                     |
| 귀밑샘관     | 귀밑샘                | 입         | 침                       |
| 턱밑샘관     | 턱밑샘                | 입         | 침                       |
| 혀밑샘관     | 혀밑샘                | 입         | 침                       |
| 바르톨린관   | 바르톨린샘            | 외음부     | 바르톨린액               |
| 대뇌수도관   | 제4뇌실               | 제3뇌실    | 뇌척수액                 |

## 같이 보기
- 내분비샘
- 사람 세포 유형 목록